# La Petite-Fosse
La Petite-Fosse est une commune française située dans le département des Vosges en région Grand Est.

## Géographie

### Géologie et relief
La Petite-Fosse est une commune encastrée entre deux massifs qui se rejoignent au col d'Hermanpaire, situé à son extrémité ouest dans le même axe que la petite fosse ou vallée.
Le bras méridional est un prolongement collinaire du massif de l'Ormont, qui culmine au sud-ouest à la Tête de Raves dont les 873 m d'altitude se reconnaissent de loin.
Mais le territoire englobe, dans une extension méridionale, un sommet plus emblématique bien que modeste, le Spitzemberg.
Le Bois des Faîtes qui constitue le bras septentrional moins élevé ne culmine au nord qu'à 743 m d'altitude.
La vallée, encaissée, est parcourue par le Bestrupt, un petit affluent de la Fave qui s'échappe par l'est, puis le sud vers Provenchères, l'ancien chef-lieu de canton, situé à moins de trois kilomètres.
Les autres issues routières de la commune sont le col d'Hermanpaire (608 m) à l'ouest vers Saint-Jean-d'Ormont et la route vers le col du Las (702 m) au nord qui domine de plus de cent mètres la commune de La Grande-Fosse à l'est ou les hameaux du Ban-de-Sapt à l'ouest.
Les écarts de la commune sont le Bois-Brûlé, les Brûlés, la Grande Basse, la Belle Charbonnière et, non loin du village, le Founi.
C'est une des 201 communes du parc naturel régional des Ballons des Vosges, réparties sur quatre départements : les Vosges, le Haut-Rhin, le Territoire de Belfort et la Haute-Saône.
| Ban-de-Sapt         | La Grande-Fosse |                        |
| Ban-de-Sapt         | La Petite-Fosse | Provenchères-et-Colroy |
| Nayemont-les-Fosses | Frapelle        | Le Beulay              |

### Hydrographie et les eaux souterraines
Hydrogéologie et climatologie : Système d’information pour la gestion des eaux souterraines du bassin Rhin-Meuse :
Territoire communal : Occupation du sol (Corinne Land Cover); Cours d'eau (BD Carthage),
Géologie : Carte géologique; Coupes géologiques et techniques,
 Hydrogéologie : Masses d'eau souterraine; BD Lisa; Cartes piézométriques.
La commune est située dans le bassin versant du Rhin au sein du bassin Rhin-Meuse. Elle est drainée par le ruisseau de la Petite Fosse, le ruisseau la Grande Goutte et le ruisseau le Droit-Lit,.

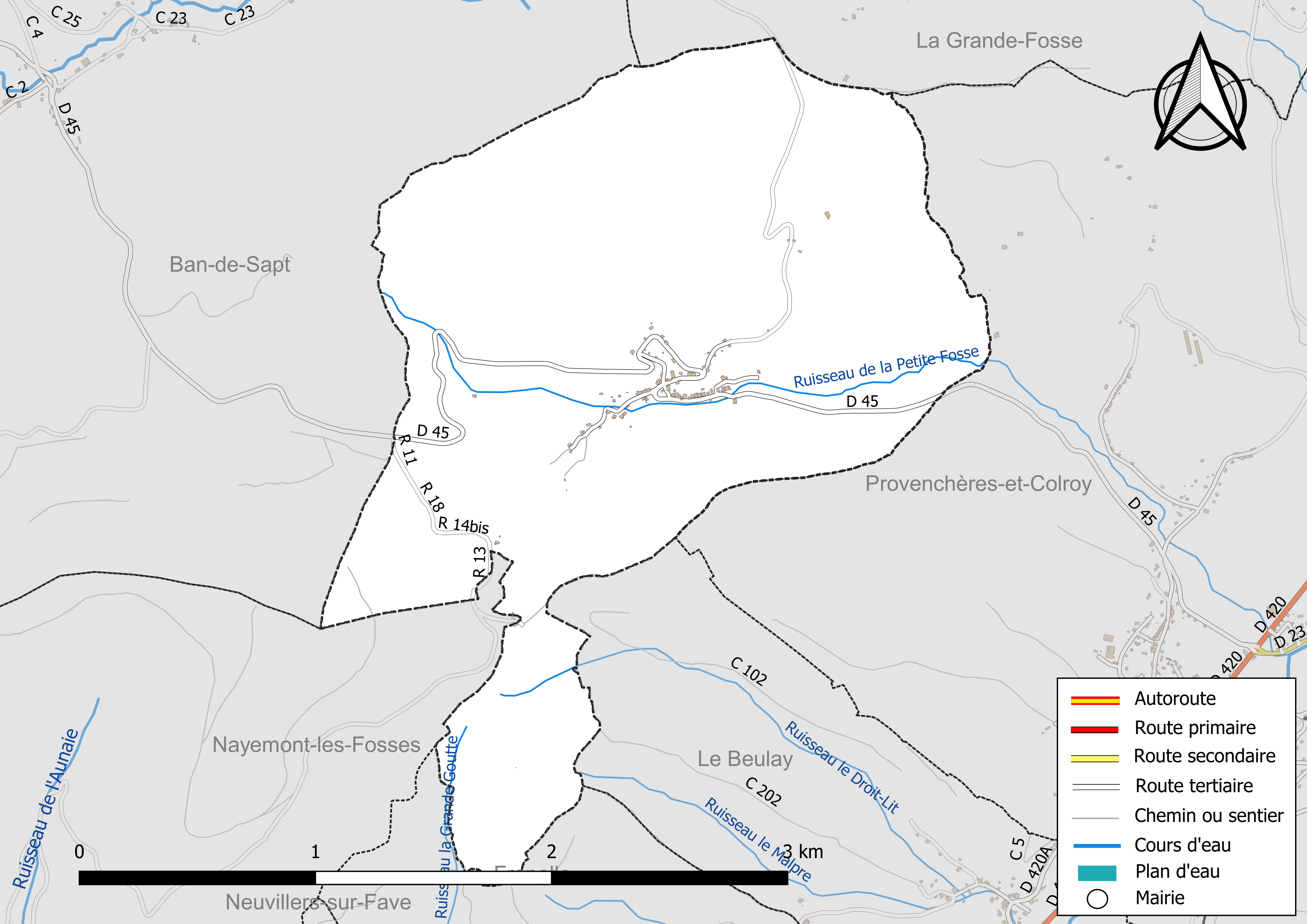
Réseaux hydrographique et routier de la Petite-Fosse.

La qualité des eaux de baignade et des cours d’eau peut être consultée sur un site dédié géré par les agences de l’eau et l’Agence française pour la biodiversité.

### Climat
Pour des articles plus généraux, voir Climat du Grand Est et Climat des Vosges.
En 2010, le climat de la commune est de type climat de montagne, selon une étude du Centre national de la recherche scientifique s'appuyant sur une série de données couvrant la période 1971-2000. En 2020, Météo-France publie une typologie des climats de la France métropolitaine dans laquelle la commune est exposée à un climat semi-continental et est dans la région climatique  Vosges, caractérisée par une pluviométrie très élevée (1 500 à 2 000 mm/an) en toutes saisons et un hiver rude (moins de 1 °C). 
Pour la période 1971-2000, la température annuelle moyenne est de 8,9 °C, avec une amplitude thermique annuelle de 16,8 °C. Le cumul annuel moyen de précipitations est de 1 318 mm, avec 13,1 jours de précipitations en janvier et 11,1 jours en juillet. Pour la période 1991-2020, la température moyenne annuelle observée sur la station météorologique de Météo-France la plus proche, « Ban-de-Sapt », sur la commune de Ban-de-Sapt à 4 km à vol d'oiseau, est de 10,3 °C et le cumul annuel moyen de précipitations est de 1 027,3 mm. 
La température maximale relevée sur cette station est de 36,9 °C, atteinte le 7 août 2015 ; la température minimale est de −17 °C, atteinte le 19 décembre 2009,,. 
Les paramètres climatiques de la commune ont été estimés pour le milieu du siècle (2041-2070) selon différents scénarios d'émission de gaz à effet de serre à partir des nouvelles projections climatiques de référence DRIAS-2020. Ils sont consultables sur un site dédié publié par Météo-France en novembre 2022.

## Urbanisme

### Typologie
Au 1er janvier 2024, La Petite-Fosse est catégorisée commune rurale à habitat dispersé, selon la nouvelle grille communale de densité à sept niveaux définie par l'Insee en 2022.
Elle est située hors unité urbaine. Par ailleurs la commune fait partie de l'aire d'attraction de Saint-Dié-des-Vosges, dont elle est une commune de la couronne,. Cette aire, qui regroupe 47 communes, est catégorisée dans les aires de 50 000 à moins de 200 000 habitants,.

### Occupation des sols
L'occupation des sols de la commune, telle qu'elle ressort de la base de données européenne d’occupation biophysique des sols Corine Land Cover (CLC), est marquée par l'importance des forêts et milieux semi-naturels (93,7 % en 2018), une proportion identique à celle de 1990 (93,7 %). La répartition détaillée en 2018 est la suivante : 
forêts (93,7 %), zones agricoles hétérogènes (5,2 %), prairies (1,1 %). L'évolution de l’occupation des sols de la commune et de ses infrastructures peut être observée sur les différentes représentations cartographiques du territoire : la carte de Cassini (XVIIIe siècle), la carte d'état-major (1820-1866) et les cartes ou photos aériennes de l'IGN pour la période actuelle (1950 à aujourd'hui).

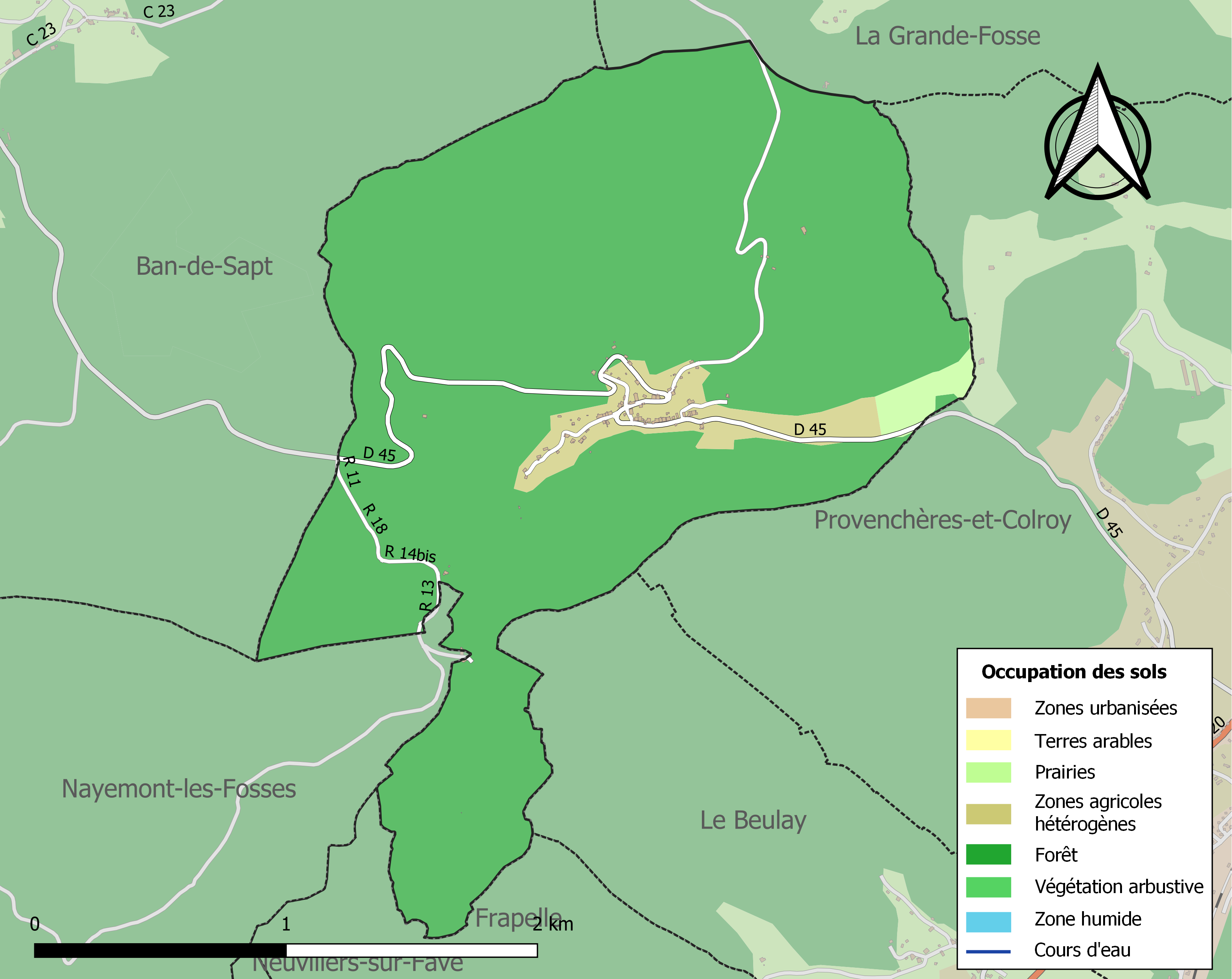
Carte des infrastructures et de l'occupation des sols de la commune en 2018 (CLC).

## Toponymie
Le nom de la localité est attesté sous les formes Entre les II Foces (1309) ; La Petite Fosse (1349) ; La Petite Fosse (1518) ; Les Deux Fosses (1656) ; La mairie de la Petite Fosse (1751).

De l,oil, l,adjectif petite et fosse « creux en terre, mare », désigne un ravin étroit, encaissé, creusé par l'action de l'eau.
Toponymes.

## Histoire
Le nom du village, La Petite Fosse, est attesté dès 1349. La Petite-Fosse appartenait au bailliage
de Saint-Dié, en 1790 à celui de Bertrimoutier et en l’an X à celui de Saâles. Restée française à la suite de la
guerre de 1870, elle est attribuée au canton de Provenchères par la loi du 5 avril 1873.
Le village de la Petite-Fosse était le chef lieu d'une mairie dépendant directement des ducs de Lorraine. Sur le plan spirituel, la Petite-Fosse était comprise dans la paroisse de Provenchères. À la fin du XVIIe siècle, il y avait dans ce village 21 communiants; les paroissiens étaient tenus d'assister aux processions les lundi, mardi et mercredi des Rogations, sous peine d'une livre de cire d'amende.
Situé sur la ligne de front lors de la guerre 1914-1918, le territoire de la commune fut le théâtre de durs affrontements, notamment au Spitzemberg où s'illustrèrent les soldats du 152e RI (surnommé régiment des Diables Rouges par les Allemands au cours des combats du Vieil Armand (en allemand : l'Hartmannswillerkopf) en 1915, le 152e RI a conservé ce nom de tradition). La commune a été décorée de la Croix de guerre 1914-1918 le 21 octobre 1920.

### Le château du Spitzemberg
À 1 km au sud de la Petite-Fosse, était situé, sur le mont Spitzemberg, près de la vaste montagne d'Ormont, un ancien château dont il ne reste que quelques vestiges. Le château du Spitzemberg qui existait encore au XVIIe siècle, était une forteresse imposante. Les comtes de la Petite-Raon la cédèrent en 1243 au duc Mathieu II et les ducs de Lorraine la possédaient en toute souveraineté depuis cette époque. Le château appartenait à la Révolution, au seigneur Charles Hugo de Spitzemberg qui, à peine évadé de la prison révolutionnaire de Saint-Dié, fut repris et écharpé par une foule populaire à la croix Saint-Jean,.

### Lieu de pèlerinage
Dans la forêt, située entre la Petite-Fosse et Provenchères existait jadis un pèlerinage très fréquenté. Suivant la tradition du pays, c'est dans ce lieu qu'auraient été déposées les reliques de saint Gondelbert, né de la dévotion populaire, fondateur de l'abbaye de Senones.

## Politique et administration

### Budget et fiscalité 2022

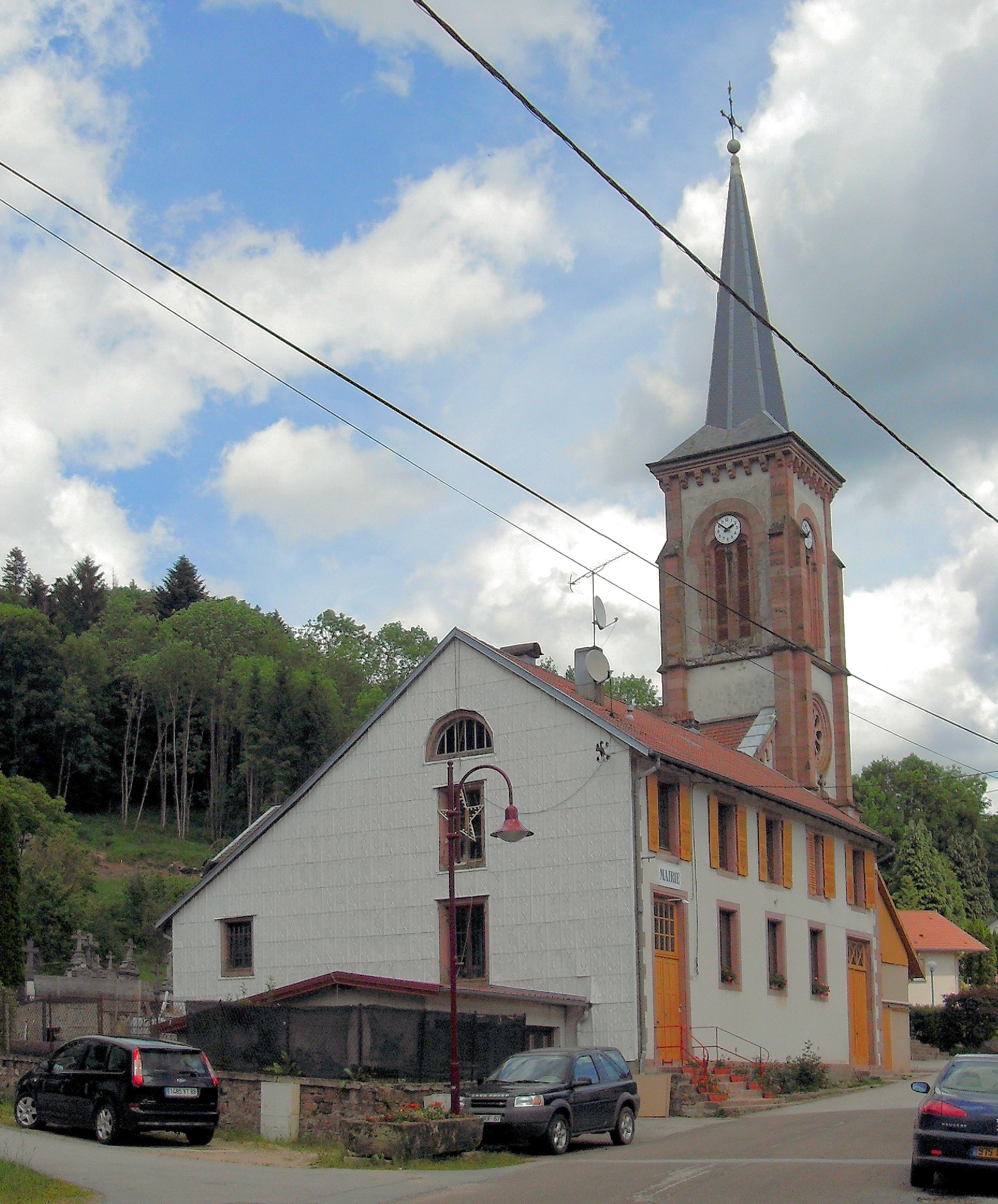
La mairie et la tour de l'église Saint-Joseph.

En 2022, le budget de la commune était constitué ainsi :
- total des produits de fonctionnement : 92 000 €, soit 1 226 € par habitant ;
- total des charges de fonctionnement : 97 000 €, soit 1 296 € par habitant ;
- total des ressources d’investissement : 150 000 €, soit 1 993 € par habitant ;
- total des emplois d’investissement : 146 000 €, soit 1 946 € par habitant.
- endettement : 95 000 €, soit 1 271 € par habitant.

Avec les taux de fiscalité suivants :
- taxe d’habitation : 14,26 % ;
- taxe foncière sur les propriétés bâties : 32,64 % ;
- taxe foncière sur les propriétés non bâties : 13,03 % ;
- taxe additionnelle à la taxe foncière sur les propriétés non bâties : 0,00 % ;
- cotisation foncière des entreprises : 0,00 %.

Chiffres clés Revenus et pauvreté des ménages en 2021 : médiane en 2021 du revenu disponible, par unité de consommation.

### Liste des maires
| Période                                  | Période                       | Identité                    | Étiquette | Qualité      |
| ---------------------------------------- | ----------------------------- | --------------------------- | --------- | ------------ |
| Les données manquantes sont à compléter. |                               |                             |           |              |
|                                          |                               | Aimé Valentin               |           |              |
| 1976                                     | mars 1989                     | Marcel Grandadam            |           |              |
| mars 1989                                | mars 2008                     | Yvonne Lerognon (1924-2013) |           | Agricultrice |
| mars 2008                                | En cours (au 18 février 2015) | Jean-Marie Cuny             |           |              |

## Population et société

### Démographie

#### Évolution démographique
L'évolution du nombre d'habitants est connue à travers les recensements de la population effectués dans la commune depuis 1793. Pour les communes de moins de 10 000 habitants, une enquête de recensement portant sur toute la population est réalisée tous les cinq ans, les populations de référence des années intermédiaires étant quant à elles estimées par interpolation ou extrapolation. Pour la commune, le premier recensement exhaustif entrant dans le cadre du nouveau dispositif a été réalisé en 2007.

En 2022, la commune comptait 84 habitants, en évolution de +5 % par rapport à 2016 (Vosges : −2,96 %, France hors Mayotte : +2,11 %).
| 1793 | 1800 | 1806 | 1821 | 1831 | 1836 | 1841 | 1846 | 1856 |
| ---- | ---- | ---- | ---- | ---- | ---- | ---- | ---- | ---- |
| 294  | 249  | 201  | 293  | 343  | 365  | 351  | 364  | 334  |

| 1861 | 1866 | 1876 | 1881 | 1886 | 1891 | 1896 | 1901 | 1906 |
| ---- | ---- | ---- | ---- | ---- | ---- | ---- | ---- | ---- |
| 356  | 360  | 402  | 361  | 328  | 277  | 263  | 275  | 233  |

| 1911 | 1921 | 1926 | 1931 | 1936 | 1946 | 1954 | 1962 | 1968 |
| ---- | ---- | ---- | ---- | ---- | ---- | ---- | ---- | ---- |
| 229  | 158  | 178  | 149  | 149  | 135  | 124  | 106  | 76   |

| 1975 | 1982 | 1990 | 1999 | 2006 | 2007 | 2012 | 2017 | 2022 |
| ---- | ---- | ---- | ---- | ---- | ---- | ---- | ---- | ---- |
| 73   | 64   | 74   | 59   | 87   | 91   | 84   | 78   | 84   |

### Enseignement
Établissements d'enseignements :
- Écoles maternelles et primaires à Provenchères-et-Colroy, Ban-de-Sapt, Lusse, Raves, Saales.
- Collèges à Provenchères-et-Colroy, Saint-Dié-des-Vosges.
- Lycées à Saint-Dié-des-Vosges.

### Santé
Professionnels et établissements de santé à Lusse, La Grande-Fosse, Ban-de-Sapt et Saint-Dié-des-Vosges :
- Médecins[33].
- Pharmacies à Provenchères-sur-Fave, Saales, Sainte-Marguerite, Saint-Dié-des-Vosges[34].
- Centre hospitalier intercommunal - Hôpitaux du Massif des Vosges à Saint-Dié-des-Vosges[35].

### Cultes
- Culte catholique, Paroisse La Sainte-Trinité[36], Diocèse de Saint-Dié.

## Économie

### Entreprises et commerces

#### Agriculture
- Sylviculteur et autres activités forestières[37].
- Agriculteurs, éleveurs.

#### Tourisme
- Hébergements et restauration à Saint-Dié-des-Vosges, Senones, Raon-l'Etape.
- Auberge du Spitzemberg[38].
- Chambre d'hôtes[39].

#### Commerces
- Commerces et services de proximité à Bertrimoutier, Provenchères-et-Colroy, Saint-Dié-des-Vosges, Saales, Sainte-Marguerite.

## Lieux et monuments
Patrimoine religieux :
- Église Saint-Joseph[40],[41], construite en 1864[42].

Maître-autel.
Ensemble de 11 verrières.
Ensemble de deux autels latéraux.
Chaire à prêcher.
3 Cloches de Farnier Ferdinand, fondeur de cloches.
Mécanisme d'horloge.
- Croix Saint-Nicolas, calvaire en grès rose des Vosges érigée en 1718.
- Oratoire Notre-Dame-de-Confiance[49].
- Monuments commémoratifs[50],[51].

Monument aux morts au col d'Hermanpaire.
Autres patrimoines :
- Château du Spitzemberg, encore utilisé pendant la guerre de Trente Ans[52].

Ses vestiges sont le lieu d'un terrible combat franco-allemand mi-septembre 1914 que mènent les chasseurs à pied du 152e RI (le fameux 15/2) pour parvenir à son sommet.
- Mairie et école construites en 1844.

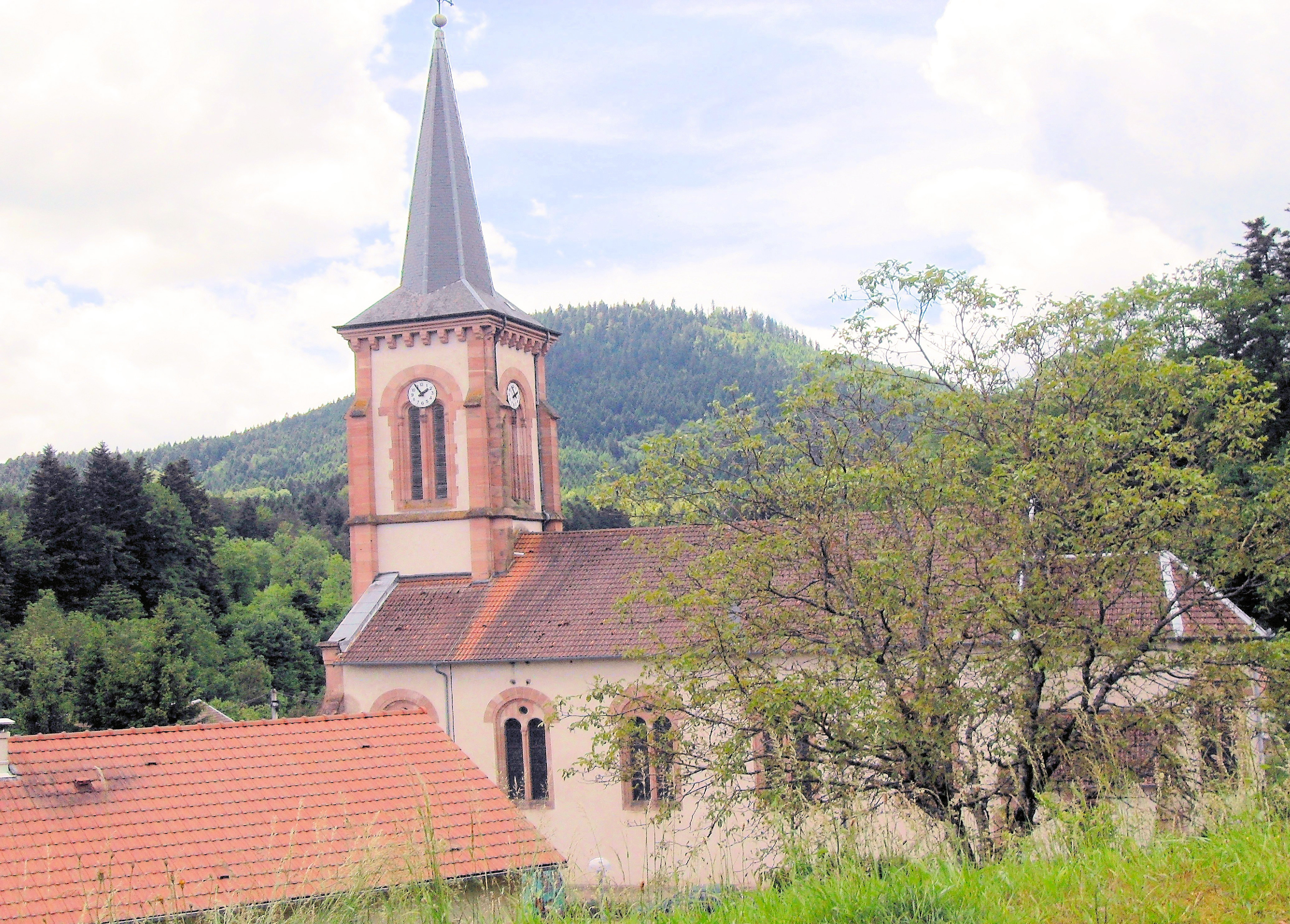
Église Saint-Joseph.
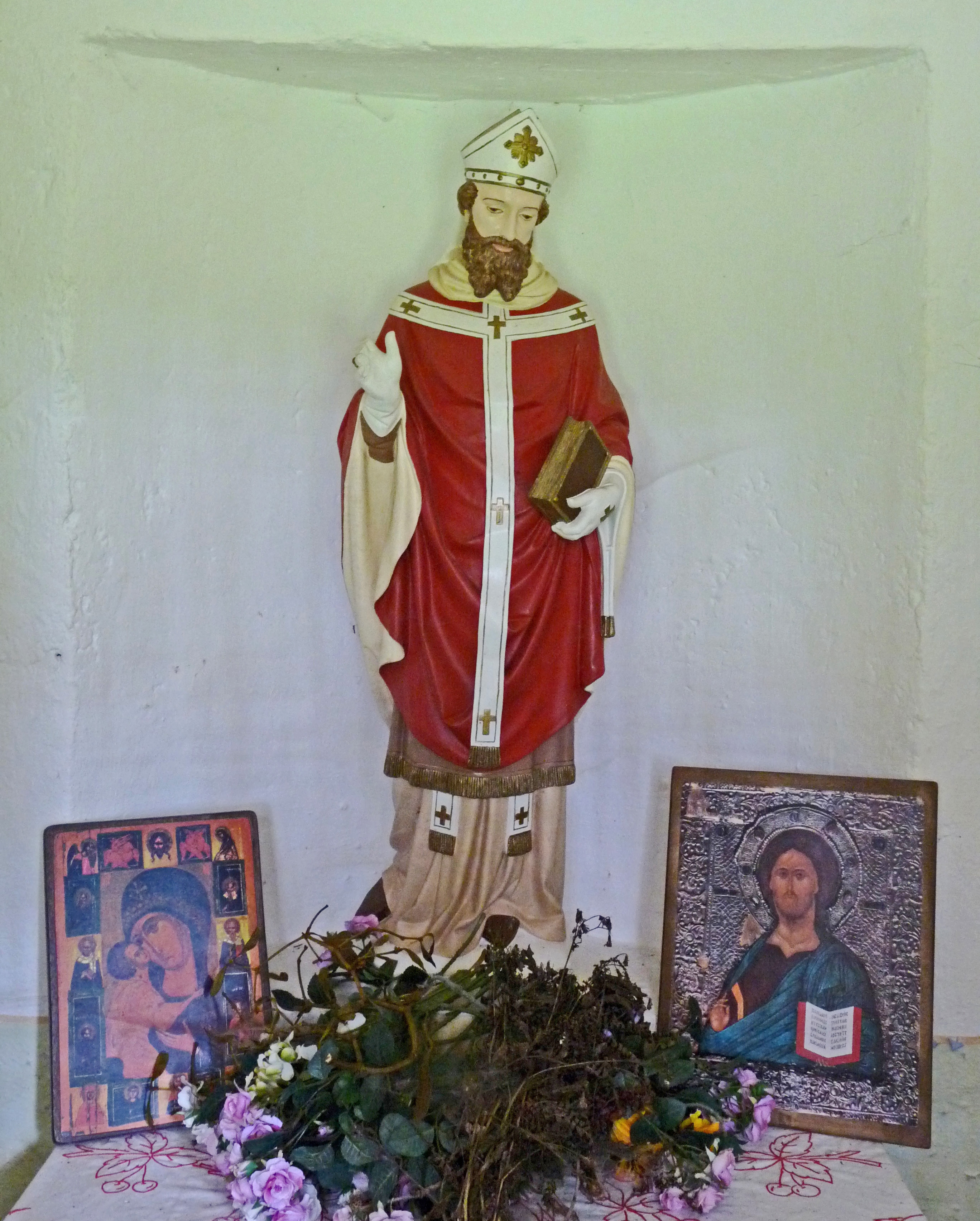
Chapelle Saint-Gondelbert.
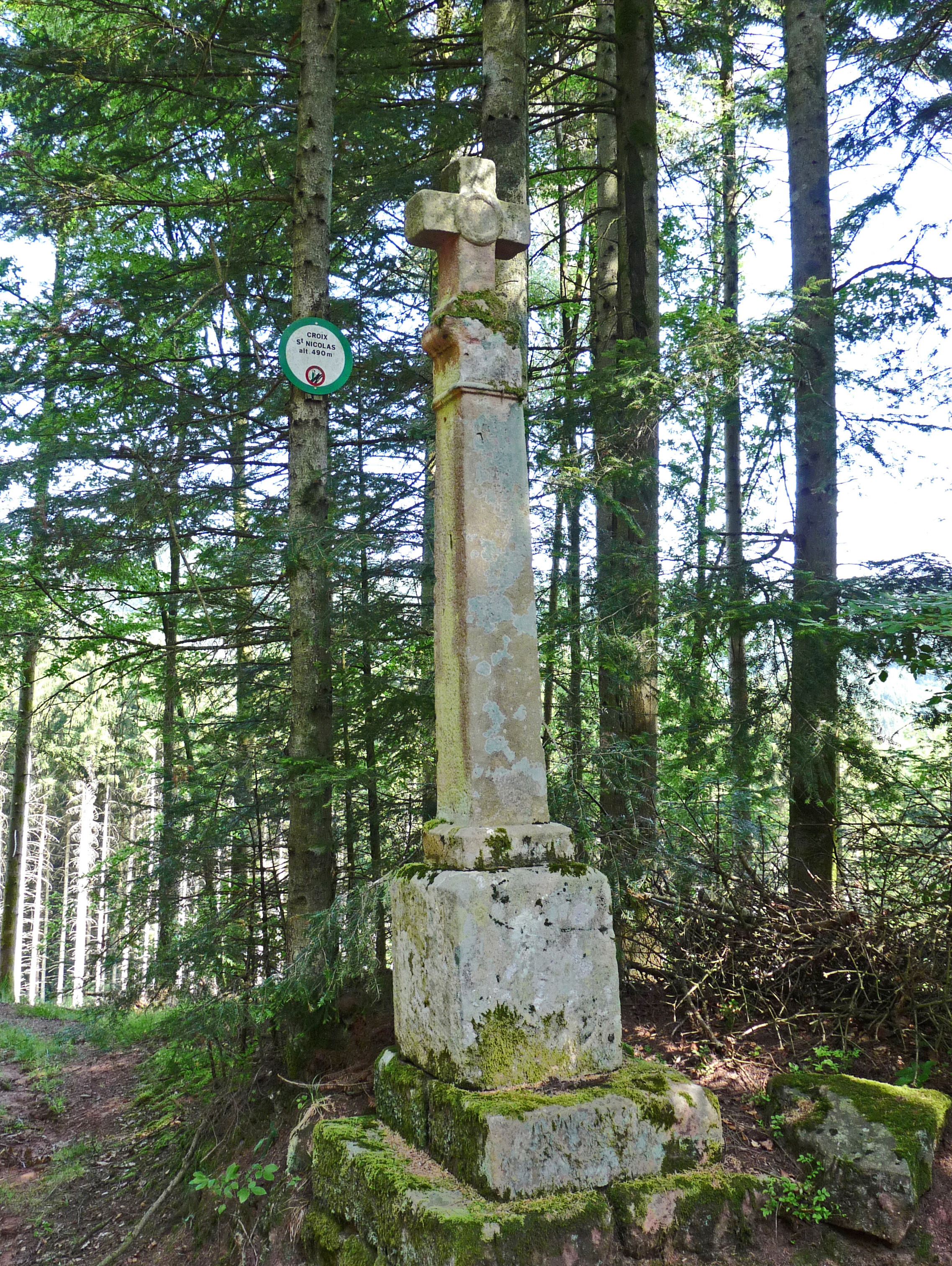
Croix Saint-Nicolas.
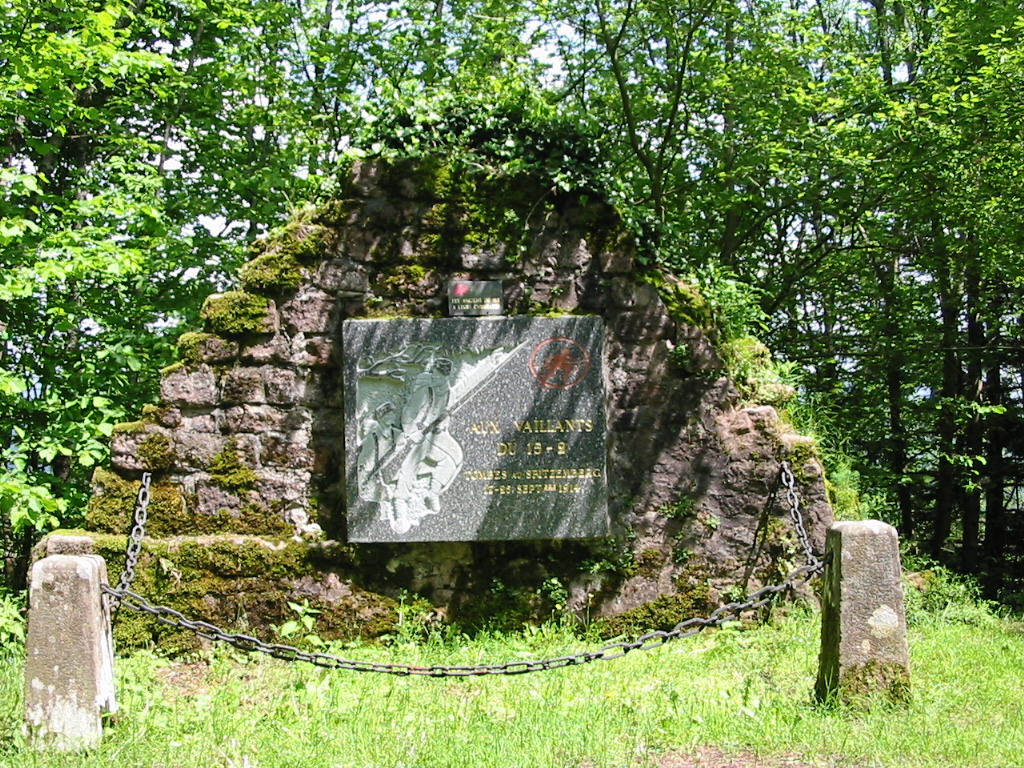
Sommet du Spitzemberg : Monument du 152e RI.
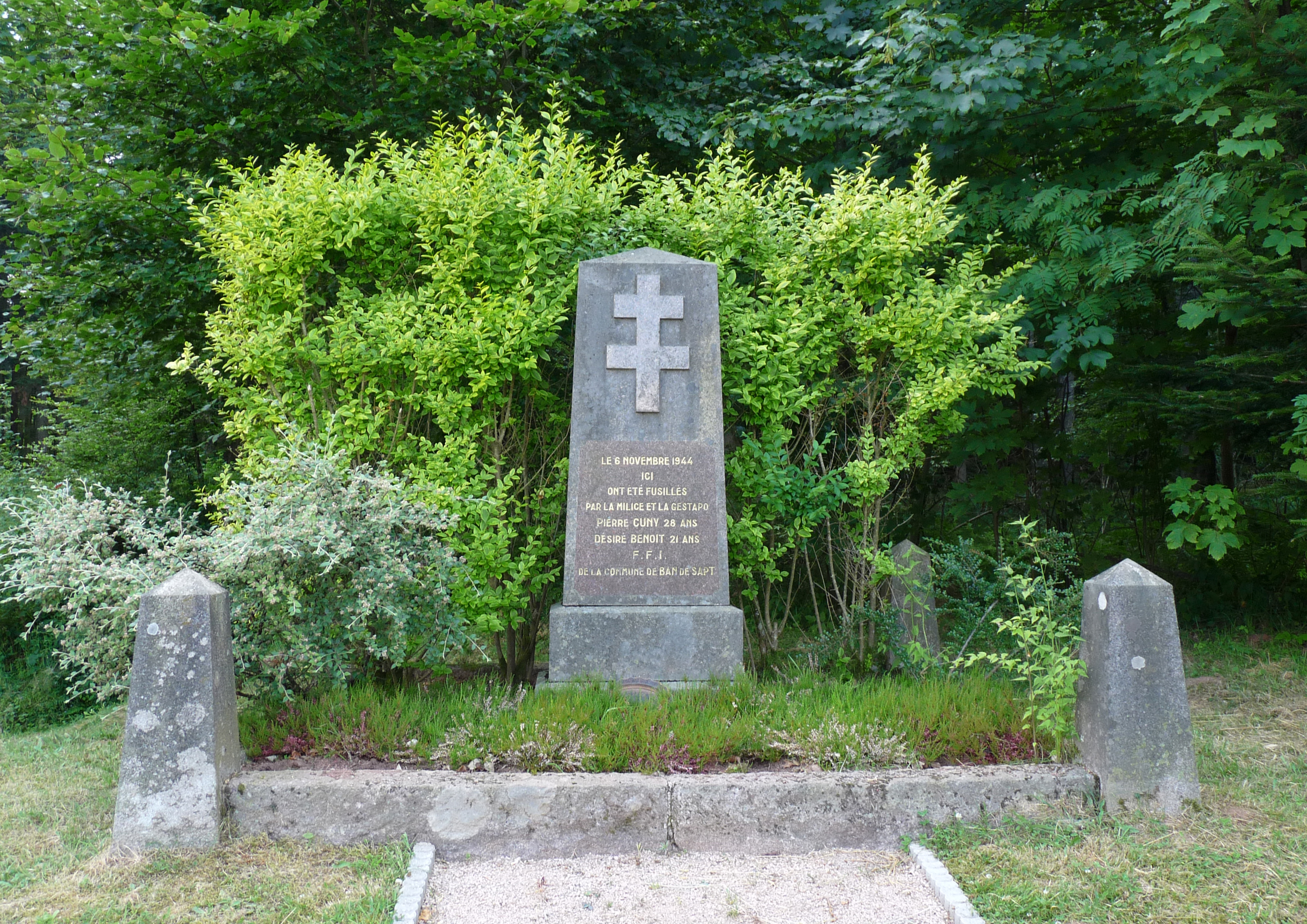
Monument aux morts au col d'Hermanpaire[53].

## Pour approfondir